# INSEEC Chambéry
 (août 2025).
INSEEC Chambéry, anciennement l'École supérieure de commerce de Chambéry Savoie, est une école de commerce française, implantée sur le technopôle de Savoie Technolac, en Savoie. Elle est devenue en décembre 2012, le campus Alpes-Savoie de l'Institut des hautes études économiques et commerciales.
L'école a été créée en 1992 à l'initiative de la chambre de commerce et d'industrie de la Savoie. Elle délivre des diplômes de grade Master Bac +5 et de grade Bachelor Bac+3. Elle abrite les programmes Bachelor, MSc et MBA de l'INSEEC et le Centre d'Etudes des Sportifs Nationaux et Internationaux (CESNI).

## Histoire

### 1968: création de l'école par la CCI de la Savoie
En 1968, la Chambre de commerce et d'industrie de la Savoie fonde une école supérieure d'enseignement commercial. Elle dispense alors une formation de deux ans pour des promotions de 50 élèves[réf. souhaitée]. 
En 1977, l'École adhère au réseau national des Écoles de gestion et de commerces (EGC) et porte sa formation à 3 ans pour des promotions de 60 élèves (1984)[réf. souhaitée]. 

### 1990: École supérieure de commerce de Chambéry
En 1990, la CCI de Savoie transforme l'école en école supérieure de commerce, permettant d'adhérer au réseau national des ESC. En 1991, le titre ESC Chambéry est homologué au niveau II. L'ESC Chambéry obtient l'autorisation de délivrer un diplôme visé par l'État.
En 1994, l'ESC Chambéry s'installe sur le technopôle de Savoie Technolac. En 2009, un bâtiment de 1 800 m2 est inauguré. 
Le 14 juin 2006, l’ESC Chambéry reçoit un avis favorable de la Commission d’évaluation des formations et diplômes de gestion (CEFDG), pour délivrer le grade de Master pour une durée de 2 ans. Cette décision fera l’objet, après consultation du CNESER prochainement[Quand ?] d’une parution au Journal officiel.[réf. souhaitée]
Depuis le 4 décembre 2007, l'école est membre de la Conférence des grandes écoles. Elle est aussi membre de l'EFMD depuis avril 2008.

### 2012: cession de l'école par la CCI au groupe INSEEC
En décembre 2012, la Chambre de commerce et d'industrie de la Savoie vend l'ESC Chambéry au groupe INSEEC. La CCI de Savoie restera présente au sein de la gouvernance de l'école après le rachat. L'ESC Chambéry devient le campus Alpes-Savoie d'INSEEC.

## Formation

### Diplômes
L'INSEEC Chambéry délivre un diplôme bac+5 grade master, visé par le ministère de l’Enseignement supérieur.
Par arrêté du 9 janvier 2008 (JO du 12 janvier 2008), le diplôme ESC Chambéry Savoie dispense des épreuves no 1, 5, 6, 7, 8, 9, 12 du DCG (Diplôme de Comptabilité et de Gestion) et de l'épreuve no 5 du DSCG (Diplôme Supérieur de Comptabilité et de Gestion).
Les formations de l'INSEEC Chambéry sont les suivantes :
- Programme Grande École
- Bachelor Business EGC et Bachelor Responsables d'activités
- Licences professionnelles Banque et CPSS
- DUT Tech de Co
- Brevet de technicien supérieur (BTS) MUC
- Cycle Supérieur de Management en ingénierie des entreprises du sport et des loisirs
- International Master of Science in global negociation and business
- Bachelor of international trade
- MBA